# Forti
A Forti Corse, röviden Forti, egy megszűnt olasz versenycsapat, amely leginkább az 1990-es évek közepén a Formula–1-ben való sikertelen próbálkozásáról híresült el. Az 1970-es években alapított istálló két évtizeden át a kisebb kategóriákban bukkant fel, és ért el olyan eredményeket, mint az olasz Formula–3 bajnoki címek, vagy futamgyőzelmek a nemzetközi Formula–3000-ben. 1992-től a csapat tulajdonosa, Guido Forti jó kapcsolatot épített ki a gazdag brazil üzletemberrel, Abilio dos Santos Dinizzel, aki biztosította a tőkét a Formula–1-es szerepvállaláshoz, ha cserébe fia, Pedro Diniz is üléshez jut.
A Forti 1995-ben nevezett először a bajnokságba, de első autójuk, az FG01-es versenyképtelen volt, és a csapatnak a pontszerzésre se volt esélye. A kudarcok ellenére a csapat hosszabb távra tervezett, ám a Diniz család megszegte a megállapodást és 1996-ban a Ligier csapathoz távoztak, a pénzükkel együtt. A Forti ennek ellenére is benevezett egy új autóval, de pénz hiányában csak küszködtek, és az idény közepén egy, a Shannon Racinggel való sikertelen megállapodást követően meg is szűntek. A csapat egyike volt az utolsó igazi magáncsapatoknak, gyári támogatás nélkül.

## Története
Guido Forti korábbi versenyző és Paolo Guerci mérnök alapították az 1970-es évek végén, az észak-olaszországi Alessandria városában, korlátolt felelősségű társaságként. Eleinte csak kisebb kategóriákban neveztek, mint a Formula Ford vagy a Formula–3, olasz és európai szinteken egyaránt. Hamarosan az eredmények is elkezdtek érkezni. Négy pilótájuk: Franco Forini, Enrico Bertaggia, Emanuele Naspetti és Gianni Morbidelli is megnyerte az olasz Formula–3-at (később mindegyikük a Formula–1-ben kötött ki). Bertaggia még a nagy presztízsű makaói és monacói versenyeket is megnyerte, Morbidelli pedig az 1989-es európai Formula–3 kupát. A korai években Teo Fabi és Oscar Larrauri is versenyzett náluk.
1992-ben a csapat kiszállt a Formula–3-ból, hogy teljes egészében a nemzetközi Formula–3000-re koncentrálhassanak, amelyben már 1987 óta ott voltak. Itt nem értek el azonnal átütő sikereket, aminek az oka főként a kasztniban rejlett. Amíg a riválisok autóit a Lola, a March, vagy a Ralt tervezte, a Forti autóit a Dallara, amelynek egészen addig nem is volt ilyen irányú tapasztalata. A Dallara 3087 névre hallgató autó még a Formula–1-be is eljutott, mint a BMS Scuderia Italia első, átmeneti kasztnija. A tapasztalatlan csapat és az újonnan tervezet kaszni kombinációja egy sikertelen évet eredményezett. 1988-tól aztán fokozatosan javulni kezdett a teljesítmény és fel tudták venni a harcot a riváliosokkal. 1989-ben már pontot is tudtak szerezni, 1990-ben pedig Morbidelli révén megszerezték az első győzelmet is. Ugyan bajnoki címet nem tudtak aratni, de kilenc győzelmet és öt pole pozíciót szereztek a teljes Formula–3000-es szereplésük alatt. Naspetti 1991-ben a harmadik helyen zárt a bajnoki összetettben
A sikerek hatására Guido Forti a feljebb lépésről kezdett ábrándozni. Ott voltak azonban az elrettentő példák, mint a Coloni vagy az Onyx, amelyek szintén kisebb kategóriákból érkezve buktak hatalmasat a pénzhiány miatt. Jó példaként ott volt azonban a Jordan csapat, amely már a debütáló idényükben képes volt pontokat szerezni. A Forti számára az egyetlen lehetőséget az jelentette, ha szert tudnak tenni valahonnét szponzori támogatásra. Ezt egyik versenyzőjük, Pedro Diniz útján találták meg. Diniz apja, Abilio dos Santos úr volt a brazil GPA nevű szállítmányozási cég és a  Pão de Açúcar nevű szupermarketlánc tulajdonosa. E minőségében reklámfelületet tudtak biztosítani olyan cégeknek, mint az Arisco, a Duracell, a Gillette, a Kaiser, a Marlboro, a Parmalat és a Sadia – ezenkívül az Unibanco is vállalta finanszírozni Diniz karrierjét. 1993-ban Forti úr találkozott Carlo Gancia olasz-brazil üzletemberrel, aki kivásárolta Paolo Guercit a csapatból, és megkezdte a csapat pénzügyi felkészítését arra, hogy 1994 végéig a Formula–1-ben történő versenyzésre is alkalmasak legyenek. Leigazolták a tervező Sergio Rinlandet és Cesare Fioriót, a Ferrari korábbi csapatmenedzserét. René Arnoux egykori pilóta konzulens szerepkörben bukkant fel. Az eredeti tervek szerint a projekt három évig futott volna, stabil pénzügyi háttér mellett.
A szabályok értelmében a Formula–1-ben minden csapatnak magának kellett megterveznie a kasztnit, és ez problémát okozott. Az FG01 névre hallgató autó nehéz, elavult és lassú is volt, amelyről meglehetősen lesújtó véleményeket alkottak. Rinland a tervekhez felhasználta a Fondmetal GR02 terveit, melyek a Brabham BT60-ason alapultak, és ezek már igen régi konstrukciók voltak. A tömzsi, szögletes, ormótlan orrú konstrukciónak eredetileg nem volt felső légbeömlője, a meghajtásért felelős Ford-Cosworth ED motor pedig száz lóerővel volt lemaradva a legerősebbektől. Utolsóként a sportágban manuális sebességváltót használt. A festés jellegzetes sárga-kék volt, zöld árnyalatú felnikkel, a brazil nemzeti zászlóra emlékeztetve.

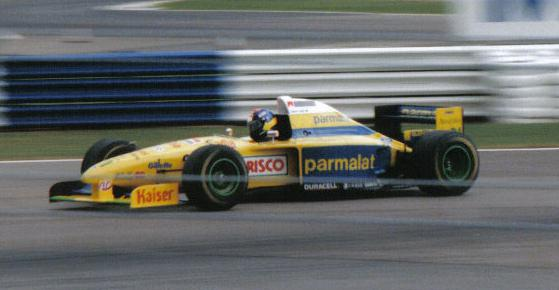
Pedro Diniz az 1995-ös brit nagydíjon

1995-ben Diniz csapattársa Roberto Moreno lett. de úgy, hogy csak versenyről versenyre kínáltak neki szerződést, ugyanis voltak más érdeklődők is. Moreno mellett szólt az is, hogy brazil származású volt, továbbá hogy a helyére kiszemelt Noda Hideki nem kapott szuperlicenszet. Hiába tudott a Forti a szezon előtt sokat tesztelni, a versenyeken, ha célbaértek, nyolc-tíz körös hátrányt is összeszedtek, ami miatt az is előfordult, hogy nem rangsorolták őket, mert nem teljesítették a versenytáv 90 százalékát. Ennek ellenére sem adták fel: lefaragtak az autó tömegéből közel 60 kilogrammot, beszereltek egy félautomata sebességváltót, kapott az autó egy légbeömlőt és egy új első szárnyat, valamint alakítottak az oldaldobozokon is. Érkezett új személyzet is a csapathoz, Rinland pedig alig pár hét után távozott. Mindezen változások eredményeképpen az már nem fordult elő többé, hogy olyan lassúak legyenek, hogy ne is rangsorolják őket. Az idény végéig folyamatosan javultak, a szezonzáró ausztrál nagydíjon Diniz az időmérő edzésen 107 százalékon belüli időt futott (aminek a következő évtől lett jelentősége), emellett a hetedik helyen ért célba. Ennek köszönhetően az idényt a konstruktőri 11. helyen zárták, megelőzve a Pacific és a Simtek csapatát is.
A Diniz család azonban nem a javuló tendenciát látta, hanem azt, hogy rengeteg pénzt költöttek el a semmire, és hogy Pedro Diniz (aki nem volt rossz versenyző) hírneve is megsínylette, hogy úgy gondolt rá mindenki, mint aki csak egy fizetős versenyző. Hiába kezdett el a csapat tervezni egy versenyképesebb autót, hiába szerződtek le a legerősebb Ford motorokra, 1996 elején Diniz átszerződött a Ligier csapathoz. Vele együtt távoztak a nagy szponzorok is, a Forti pedig hirtelen pénz nélkül maradt. Már az is kérdéses volt, hogy vállalni tudják-e az évet, de végül ez sikerült, habár mindössze az előző évi autó áttervezett változatával és egy gyengébb Ford-motorral állhattak csak rajthoz. Két új versenyzőjük Luca Badoer és Andrea Montermini lett, a tesztpilóta pedig Franck Lagorce. Az eredmények nem voltak túl fényesek: a 107 százalékos időt sokszor nem tudták megfutni, ezért nem vehettek részt a versenyeken, de ha mégis, akkor a mezőny végén végeztek. Argentínában éppen Diniz jóvoltából keveredett Badoer egy nagy balesetbe, amelyben fejreállt az autója. Imolában már bevetették az új, FG03 nevű autót, de csak egy készült még el belőle. Az autó gyorsabb volt, de megbízhatatlanabb.

A Forti FG03 a Shannon Racing festésével

Monaco után nyilvánvaló volt, hogy a csapat tönkremegy, hacsak nem vásárolja be magát valaki. A spanyol nagydíj előtt bejelentették, hogy a Shannon Racing nevű, akkor relatíve ismeretlen alakulat többségi tulajdont szerez a Fortiban, továbbá cserék történtek személyzeti fronton is. Új festést kaptak az autók is: a zöld-fehér-piros színek az olasz zászlót mintázták. A problémák azonban nem oldódtak meg, sőt: az új autók megbízhatatlansága miatt többször kiestek, Guido Forti és a Shannon tulajdonosai pedig többször összevesztek. A francia nagydíjon motorhibára hivatkozva álltak ki a versenyből, a valódi ok azonban az lehetett, hogy a motorok elérték a futásteljesítmény határát, ami után fizetni kellett volna a Cosworth-nek. Guido Forti szerint a pénz elfogyott, a Shannon Racing nem fizetett, a brit nagydíjon a két autó csak körözgetett, majd az időmérőn szándékosan lassú köröket futottak, hogy ne tudjanak kvalifikálni. Még a német nagydíjra is elutazott a csapat, de egy métert sem tudtak megtenni motorok híján – az üres kasztnik a garázsban töltötték a versenyhétvégét. Forti úr ekkor bejelentette, hogy a Shannon Racinggel kötött megállapodást felmondja, nemteljesítés miatt, és azt remélte, hogy a soron következő magyar nagydíjig tud szerezni támogatókat. Válaszul a Shannon Racing közölte, hogy még mindig ők a többségi tulajdonosok, és leváltották Forti urat a csapat éléről, ami miatt per kezdődött.
Veszélyes helyzetbe került a Forti: a futamokon való részvétel elmaradása bírsággal járt együtt, sőt még az is lehetséges lett volna, hogy kizárják őket, mert szégyent hoznak a sportágra (ahogy történt az 1992-ben az Andrea Modával). Így aztán a Forti visszalépett: nem jelentek meg se a magyar, se a belga, se az azt követő versenyeken, a pilótákat pedig szélnek eresztették. Forti úr utolsó döntésével még aláírta az 1997-től hatályos Concorde-szerződést, amelynek köszönhetően, ha lett volna csapat a következő évben, biztos bevételük lett volna a TV-közvetítésekből. Mire a Shannon Racing szeptemberben megnyerte a pert, a csapat szétesett.

## Eredménylista

### Bajnokságok és jelentősebb győzelmek
| Év   | Bajnokság/verseny            | Kasztni | Motor      | Pilóta            | Hivatkozás    |
| ---- | ---------------------------- | ------- | ---------- | ----------------- | ------------- |
| 1977 | Olasz Formula Ford 2000      | Osella  | Ford       | Teo Fabi          | [ 11 ] [ 12 ] |
| 1979 | Argentín Formula–3           | Martini | Toyota     | Oscar Larrauri    | [ 11 ] [ 13 ] |
| 1985 | Olasz Formula–3              | Dallara | Alfa Romeo | Franco Forini     | [ 14 ]        |
| 1987 | Olasz Formula–3              | Dallara | Alfa Romeo | Enrico Bertaggia  | [ 14 ]        |
| 1988 | Olasz Formula–3              | Dallara | Alfa Romeo | Emanuele Naspetti | [ 14 ]        |
| 1988 | Macau Nagydíj                | Dallara | Alfa Romeo | Enrico Bertaggia  | [ 15 ]        |
| 1988 | Formula–3-as monacói nagydíj | Dallara | Alfa Romeo | Enrico Bertaggia  | [ 16 ]        |
| 1989 | Olasz Formula–3              | Dallara | Alfa Romeo | Gianni Morbidelli | [ 14 ]        |
| 1989 | Európai Formula–3 kupa       | Dallara | Alfa Romeo | Gianni Morbidelli |               |

### Nemzetközi Formula–3000
(félkövérrel jelölve a pole pozíció; dőlt betűvel a leggyorsabb kör)
| Év   | Kasztni                  | Motor       | Gumik | Pilóták             | 1   | 2   | 3   | 4   | 5   | 6   | 7   | 8   | 9   | 10  | 11  | Pontok | Helyezés |
| ---- | ------------------------ | ----------- | ----- | ------------------- | --- | --- | --- | --- | --- | --- | --- | --- | --- | --- | --- | ------ | -------- |
| 1987 | Dallara 3087             | Cosworth V8 | A     |                     | SIL | VAL | SPA | PAU | DON | PER | BRH | BIR | IML | BUG | JAR | 0      | -        |
| 1987 | Dallara 3087             | Cosworth V8 | A     | Nicola Larini       |     |     |     |     |     | KI  | 16  |     | KI  |     | KI  | 0      | -        |
| 1987 | Dallara 3087             | Cosworth V8 | A     | Nicola Tesini       |     |     |     |     |     |     |     | NK  |     |     |     | 0      | -        |
| 1988 | Dallara 3087 Lola T88/50 | Cosworth V8 | A     |                     | JER | VAL | PAU | SIL | MNZ | PER | BRH | BIR | BUG | ZOL | DIJ | 0      | -        |
| 1988 | Dallara 3087 Lola T88/50 | Cosworth V8 | A     | Enrico Bertaggia    | NK  | DNQ | NK  | NK  | 7   | 16  | NI  | NK  | NK  | 11  | KI  | 0      | -        |
| 1988 | Dallara 3087 Lola T88/50 | Cosworth V8 | A     | Fernando Croceri    | NK  | NK  | NK  | NK  | NK  |     |     |     |     |     |     | 0      | -        |
| 1988 | Dallara 3087 Lola T88/50 | Cosworth V8 | A     | Enrico Debenedetti  |     |     |     |     |     |     |     |     |     | NK  | NK  | 0      | -        |
| 1988 | Dallara 3087 Lola T88/50 | Cosworth V8 | A     | Nino Fama           |     |     |     |     |     | NK  |     |     |     |     |     | 0      | -        |
| 1989 | Lola T89/50              | Cosworth V8 | A     |                     | SIL | VAL | PAU | JER | PER | BRH | BIR | SPA | BUG | DIJ |     | 7      | 9.       |
| 1989 | Lola T89/50              | Cosworth V8 | A     | Claudio Langes      | 12  | KI  | KI  | 7   | 2   | 6   | 9   | 15  | 9   | 7   |     | 7      | 9.       |
| 1990 | Lola T90/50              | Cosworth V8 | A     |                     | DON | SIL | PAU | JER | MNZ | PER | HOC | BRH | BIR | BUG | NOG | 20     | 7.       |
| 1990 | Lola T90/50              | Cosworth V8 | A     | Gianni Morbidelli   | 8   | KI  | 3   | KI  | 4   | 1   | KI  | KI  | KI  | 7   | 3   | 20     | 7.       |
| 1991 | Lola T91/50 Reynard 91D  | Cosworth V8 | A     |                     | VAL | PAU | JER | MUG | PER | HOC | BRH | SPA | BUG | NOG |     | 43     | 3.       |
| 1991 | Lola T91/50 Reynard 91D  | Cosworth V8 | A     | Emanuele Naspetti   | 10  | 9   | NK  | NI  | 1   | 1   | 1   | 1   | KI  | 6   |     | 43     | 3.       |
| 1991 | Lola T91/50 Reynard 91D  | Cosworth V8 | A     | Fabrizio Giovanardi | 12  | 5   | NK  | 8   | KI  | 13  | 8   | 6   | NI  | 4   |     | 43     | 3.       |
| 1992 | Reynard 92D              | Cosworth V8 | A     |                     | SIL | PAU | CAT | PER | HOC | NUR | SPA | ALB | NOG | MAG |     | 44     | 2.       |
| 1992 | Reynard 92D              | Cosworth V8 | A     | Emanuele Naspetti   | 6   | 1   | 16  | 2   | 4   | KI  |     |     |     |     |     | 44     | 2.       |
| 1992 | Reynard 92D              | Cosworth V8 | A     | Andrea Montermini   |     |     |     |     |     |     | 1   | 1   | 4   | KI  |     | 44     | 2.       |
| 1992 | Reynard 92D              | Cosworth V8 | A     | Alessandro Zampedri | KI  | KI  | 11  | 5   | 7   | KI  | 7   | 8   | 5   | KI  |     | 44     | 2.       |
| 1993 | Reynard 93D              | Cosworth V8 | A     |                     | DON | SIL | PAU | PER | HOC | NUR | SPA | MAG | NOG |     |     | 20     | 5.       |
| 1993 | Reynard 93D              | Cosworth V8 | A     | Olivier Beretta     | 1   | 10  | 4   | KI  | 4   | 5   | 13  | 9   | 4   |     |     | 20     | 5.       |
| 1993 | Reynard 93D              | Cosworth V8 | A     | Pedro Diniz         | KI  | KI  | NK  | 7   | KI  | 16  | 14  | 11  | 14  |     |     | 20     | 5.       |
| 1994 | Reynard 94D              | Cosworth V8 | A     |                     | SIL | PAU | CAT | PER | HOC | SPA | EST | MAG |     |     |     | 9      | 7.       |
| 1994 | Reynard 94D              | Cosworth V8 | A     | Pedro Diniz         | KI  | KI  | 10  | KI  | KI  | 9   | 4   | KI  |     |     |     | 9      | 7.       |
| 1994 | Reynard 94D              | Cosworth V8 | A     | Noda Hideki         | 5   | KI  | KI  | 3   | KI  | 7   | 16  | 11  |     |     |     | 9      | 7.       |

### Formula–1
| Év   | Kasztni    | Motor            | Gumik | Pilóták           | 1   | 2   | 3   | 4   | 5   | 6   | 7   | 8   | 9   | 10  | 11  | 12  | 13  | 14  | 15  | 16  | 17  | Pontok | Helyezés |
| ---- | ---------- | ---------------- | ----- | ----------------- | --- | --- | --- | --- | --- | --- | --- | --- | --- | --- | --- | --- | --- | --- | --- | --- | --- | ------ | -------- |
| 1995 | FG01       | Ford EDD         | G     |                   | BRA | ARG | SMR | ESP | MON | CAN | FRA | GBR | GER | HUN | BEL | ITA | POR | EUR | PAC | JPN | AUS | 0      | -        |
| 1995 | FG01       | Ford EDD         | G     | Pedro Diniz       | 10  | NR  | NR  | KI  | 10  | KI  | KI  | KI  | KI  | KI  | 13  | 9   | 16  | 13  | 17  | KI  | 7   | 0      | -        |
| 1995 | FG01       | Ford EDD         | G     | Roberto Moreno    | KI  | NR  | NR  | KI  | KI  | KI  | 16  | KI  | KI  | KI  | 14  | NI  | 17  | KI  | 16  | KI  | KI  | 0      | -        |
| 1996 | FG01B FG03 | Ford ECA Zetec-R | G     |                   | AUS | BRA | ARG | EUR | SMR | MON | ESP | CAN | FRA | GBR | GER | HUN | BEL | ITA | POR | JPN |     | 0      | -        |
| 1996 | FG01B FG03 | Ford ECA Zetec-R | G     | Luca Badoer       | NK  | 11  | KI  | NK  | 10  | KI  | NK  | KI  | KI  | NK  | NVR |     |     |     |     |     |     | 0      | -        |
| 1996 | FG01B FG03 | Ford ECA Zetec-R | G     | Andrea Montermini | NK  | KI  | 10  | NK  | NK  | NI  | NK  | KI  | KI  | NK  | NVR |     |     |     |     |     |     | 0      | -        |